# 加斯頓 (加利福尼亞州)
加斯頓（英語：Gaston）是位於美國加利福尼亞州內華達縣的一個非建制地區。該地的面積和人口皆未知。

## 地理
加斯頓的座標為39°23′39″N 120°44′30″W / 39.39417°N 120.74167°W，而該地的平均海拔高度為1543米（即5062英尺）。